# Sigríður Á. Andersen

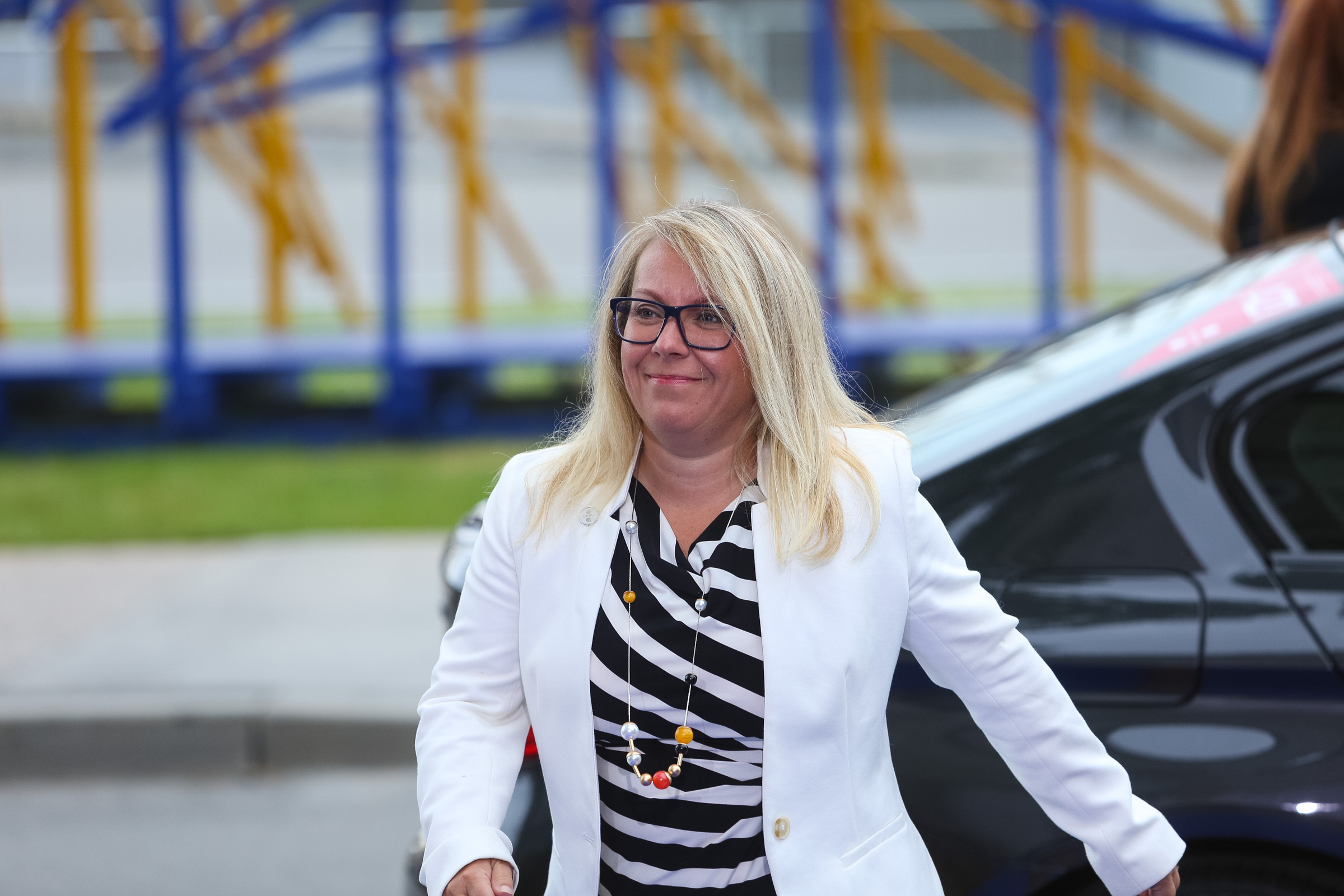
Sigríður Á. Andersen (2017)

Sigríður Ásthildur Andersen (* 21. November 1971 in Reykjavík) ist eine isländische Politikerin der Unabhängigkeitspartei. Sie ist seit der Wahl 2024 wieder Mitglied des isländischen Parlaments Althing, dem sie bereits von 2015 bis 2021 angehört hatte. Vom 30. November 2017 bis zum 13. März 2019 war sie Justizministerin im Kabinett Katrín Jakobsdóttir I, nachdem sie dieses Amt bereits seit Januar 2017 im Kabinett Bjarni Benediktsson bekleidet hatte. 

## Leben
Die Juristin Sigríður Á. Andersen erwarb 2001 die Zulassung als Amtsgerichts-Anwältin. Von 2007 bis 2011 war sie Vorsitzende der Spanisch-Isländischen Handelskammer und seit 2013 Vorstandsmitglied der Amerikanisch-Isländischen Handelskammer. Sie gehörte von 1995 bis 2006 der Redaktion von Vefþjóðviljinn an, einem isländischen Weblog mit Beiträgen libertärer und neokonservativer Ausrichtung.
2015 nahm sie den Sitz des verstorbenen Pétur Haraldsson Blöndal im isländischen Parlament Althing ein. Sie konnte diesen bei vorgezogenen Parlamentswahl vom 29. Oktober 2016 halten.
Sie war Vertreterin des Wahlkreises Reykjavík-Süd. Mit Stand vom Dezember 2016 gehörte Sigríður dem parlamentarischen Ausschuss für Wirtschaftsangelegenheiten und Handel an und war Mitglied der isländischen Delegation in der parlamentarischen Versammlung der OSZE.
Seit dem 11. Januar 2017 war Sigríður Á. Andersen Justizministerin im Kabinett Bjarni Benediktsson (2017), das aus Mitgliedern der Unabhängigkeitspartei sowie der Parteien Viðreisn und Björt framtíð bestand. Sie hatte zusammen mit Jón Gunnarsson, dem Minister für Verkehr und Kommunen, die Nachfolge von Innenministerin Ólöf Nordal angetreten, deren Ministerium damit auf zwei Ressorts aufgeteilt wurde.
Sigríður Á. Andersen hatte ihr Amt als Justizministerin im Kabinett Katrín Jakobsdóttir I, einer Koalitionsregierung aus Links-Grüner Bewegung, Unabhängigkeitspartei und Fortschrittspartei, beibehalten. Da vier Richter des neu geschaffenen Berufungsgerichtes Landsréttur von ihr am Parlament vorbei eingesetzt worden waren, verurteilte der Europäische Gerichtshof für Menschenrechte Island im März 2019 wegen Verstoß gegen Artikel 6 der Europäischen Menschenrechtskonvention (Recht auf ein faires Verfahren). In der Folge erklärte Sigríður Á. Andersen am 13. März 2019 ihren Rücktritt als Justizministerin. Dies wurde nach einer Pressekonferenz klargestellt, auf der ihre Äußerungen von den Medien zunächst im Sinne einer vorübergehenden Auszeit aufgefasst worden waren. Vorübergehend führte Þórdís Kolbrún R. Gylfadóttir, die Ministerin für Tourismus, Industrie und Innovation, zusätzlich das Justizministerium, bis im September 2019 Áslaug Arna Sigurbjörnsdóttir zur neuen Justizministerin ernannt wurde.
Zur Parlamentswahl vom 25. September 2021 ist Sigríður Á. Andersen nicht mehr angetreten. 2024 ließ sie sich wieder zur Wahl aufstellen und wurde im Wahlkreis Reykjavík-Nord für die Unabhängigkeitspartei gewählt.